# Eparchie novogrodecká
Eparchie Novogrodek je eparchie běloruské pravoslavné církve nacházející se v Bělorusku.

## Území a titul biskupa
Zahrnuje správní hranice území Dzjatlavského, Kareličského, Novogrodeckého a Slonimského rajónu Hrodenské oblasti.
Eparchiálnímu biskupovi náleží titul biskup novogrodecký a slonimský.

## Historie
Roku 1317 zřídil konstantinopolský patriarcha Ioannis XIII. Glykys litevskou metropolii se sídlem v Novogrodku. V letech 1328–1459 patriarcha metropolii zrušil a znovu obnovil. Poté se stala součástí moskevské metropolie.
Litevští metropolité považovali za své sídlo Kyjev a proto se titulovali jako metropolité kyjevští.
Po Brestlitevské unii roku 1596, která způsobila v církvi nepokoje, správu metropolie dočasně vykonávali biskupové přemyšlští a lvovští. Roku 1620 byl znovu jmenován nový metropolita a kvůli nátlaku řeckokatolíků přesunuli své sídlo do Kyjeva.
Roku 1793 se území současné eparchie stalo součástí minské eparchie a poté dalších eparchií.
Roku 1942 bylo během okupace Běloruska nacisty na Archijerejském soboru rozhodnutu o obnovení biskupské katedry, která zanikla roku 1944.
Roku 1991 došlo ke zřízení novogrodeckého vikariátu minské eparchie a 19. února 1992 byla Svatým synodem obnovena eparchie.
Dne 25. prosince 2014 byla z části jejího území oddělena eparchie lidská.

## Seznam biskupů

### Novogrodecký vikariát pinské eparchie
- 1941–1944 Afanasij (Martos) dočasný správce

### Novogrodecký vikariát minské eparchie
- 1991–1992 Konstantin (Gorjanov)

### Eparchie novogrodecká
- 1992–1996 Konstantin (Gorjanov)
- od 1996 Guryj (Apalka)